# Relations entre le Bangladesh et la Birmanie
Les relations entre le Bangladesh et la Birmanie sont les relations bilatérales de la république populaire du Bangladesh et de la république de l'Union du Myanmar.

## Histoire
Les pays voisins du Bangladesh et de la Birmanie entretenaient des relations généralement cordiales sous la junte militaire birmane, bien que la présence de plus de 270 000 réfugiés rohingyas au Bangladesh ait souvent constitué un irritant majeur. La société civile et la classe politique du Bangladesh ont souvent exprimé leur solidarité pour la lutte pro-démocratique de des Birmans. Cependant, le Bangladesh a cherché à développer le commerce et les réseaux routiers et ferroviaires avec la Birmanie afin de stimuler les relations économiques entre les deux pays.
L'opération Clean and Beautiful Nation (en) est une opération militaire menée par les Tatmadaw (forces armées birmanes) dans le nord de l'État de Rakhine, près de la frontière avec le Bangladesh, en 1991. En décembre 1991, les soldats du Tatmadaw ont traversé la frontière et ont accidentellement tiré sur un avant-poste militaire bangladais, ce qui a amené l'armée bangladaise à aider l'organisation de solidarité Rohingya en guise de représailles. Le conflit s'est terminé par un échec tactique des Birmans,,. 
Le 7 octobre 1998, entre trois et cinq pêcheurs bangladais ont été tués par les forces navales birmanes au large de l'île de Saint-Martin (en). Le 8 septembre 1999, un pêcheur bangladais a été tué par balle par les forces navales birmanes près de la même île. Neuf membres de l'équipage du bateau de pêche de la victime l'ont abandonné, ont nagé pour sauver leur vie et ont été secourus par les forces birmanes. Le gouvernement bangladais a déposé une note de protestation officielle. Le 20 août 2000, la police bangladaise a signalé que des gardes-frontières birmans avaient tiré et tué quatre pêcheurs bangladais au large des côtes de Saint-Martin.
Le Bangladesh et la Birmanie se sont engagés dans une petite escarmouche frontalière près de la rivière Naaf au cours de l'année 2000-2001,.
En novembre 2008, les relations entre les deux pays se sont encore détériorées après l'impasse navale entre eux, la Birmanie ayant autorisé la société sud-coréenne Daewoo à explorer les fonds marins dans une zone située à 50 milles nautiques au sud-ouest de Saint-Martin, zone qui était contestée entre les deux pays dans le cadre de leurs zones économiques exclusives respectives. La Birmanie a déployé deux navires de guerre pour protéger ses ressources. Citant le droit international, le Bangladesh a affirmé que son voisin ne devrait pas autoriser d'activités d'exploration dans les territoires contestés jusqu'à ce qu'une résolution soit adoptée. Les demandes du Bangladesh n'ayant pas été prises en compte, la marine bangladaise a déployé trois navires de guerre dans la région et l'armée de l'air bangladaise a déployé des Mig 29. En conséquence, la Birmanie a retiré ses navires de guerre et Daewoo a commencé à retirer ses équipements de la zone. En 2012, le Tribunal international du droit de la mer a accordé la zone litigieuse au Bangladesh, ce qui s'est traduit par une victoire à la fois tactique et stratégique pour le Bangladesh,,. 
En décembre 2016, les garde-frontières bangladais ont accusé la marine birmane d'avoir tiré sur quatre pêcheurs bangladais dans le golfe du Bengale, ce qui a donné lieu à une protestation officielle.
Le 6 octobre 2018, le gouvernement de la Birmanie a mis à jour sa carte de l'Unité de gestion de l'information, montrant que Saint-Martin fait partie de son territoire souverain, et a diffusé les cartes sur deux sites web mondiaux. À la suite de cet événement, l'ambassadeur birman à Dacca a été convoqué par le gouvernement du Bangladesh le même jour. Le contre-amiral M Khurshed Alam, secrétaire aux affaires maritimes au ministère des affaires étrangères du gouvernement du Bangladesh, a remis une note de protestation très ferme. Un envoyé de la Birmanie a déclaré que c'était une erreur de montrer l'île de Saint-Martin comme faisant partie du territoire de son pays.